# Оливье, Жозеф
Жозеф Оливье (фр. Joseph Olivier; 2 декабря 1874 — 21 мая 1901) — французский регбист, чемпион летних Олимпийских игр 1900.
На Играх Оливье входил в сборную Франции по регби, которая, обыграв Германию и Великобританию, стала победительницей турнира и получила золотые медали. Кроме того, Оливье был четырёхкратным чемпионом Франции (1894, 1895, 1897 и 1898) в составе клуба «Стад Франсе».